# Абдель Азиз, Мохамед
Мохамед Абдель Азиз (араб. محمد عبد عزيز‎, англ. Mohamed Abdel Aziz, род. 4 января 1981) — египетский шоссейный велогонщик.

## Карьера
С 2003 по 2007 год принял участие в таких гонках как Тур Турции, Тур Египта, Тур Словакии, Тур дю Фасо, Тропикале Амисса Бонго, Тур Марокко, Тур Ливии, Тур Камеруна. Самым лучшим достижением на которых стало третье место в общем зачёте на Туре Турции.
В 2005 году на чемпионате Африки завоевал бронзовую медаль в групповой гонке, затем было ещё несколько стартов на континентальном чемпионате, но не столь удачных. В 2007 году выступил на Чемпионате мира "В".

## Достижения
2003
3-й на Тур Турции
2004
5-й этап Тур Египта
2005
 Чемпионат Африки — групповая гонка
2007
7-й этап Тур Ливии